# Mehmet Ağar

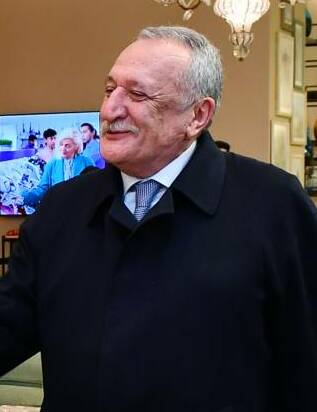
Mehmet Ağar

Mehmet Kemal Ağar (* 30. Oktober 1951 in Elazığ) ist ein türkischer Politiker, ehemaliger Innenminister. 2011 wurde er zu einer Haftstrafe für seine Involvierung in den Susurluk-Skandal verurteilt und kam 2012 ins Gefängnis, aber 2013 schon frühzeitig aus der Haft entlassen.
2018 gab Erdoğan ihm den lukrativen Managerposten für die „Yalıkavak Marina“ bei Bodrum nachdem er den vorigen Eigentümer, Mübariz Mansimov, einen türkisch-aserbaidschanischen Oligarchen hatte verhaften lassen.
Ağar gilt als treuer Gefolgsmann Erdogans und Teil des Tiefen Staates in der Türkei.

## Leben
Er besuchte das Gymnasium in Ankara und schloss dieses nach einem Umzug nach Istanbul (Haydarpaşa Lisesi) im Jahr 1968 ab. Im selben Jahr begann er sein Studium im Bereich Finanzen am Institut für Politikwissenschaften in der Universität Istanbul. Nach seinem Abschluss im Jahr 1972 arbeitete er als Polizist.
Im Januar 1980 wurde er stellvertretender Direktor der Anti-Terror-Abteilung der Istanbuler Polizeibehörde und im Mai 1981 Leiter der Abteilung für öffentliche Sicherheit.
Von 1984 bis 1988 war er als stellvertretender Polizeichef in Istanbul für Terror und öffentliche Ordnung verantwortlich. Er wurde 1988 in die Polizeiabteilung von Ankara, 1990 in die Polizeiabteilung von Istanbul, 1992 in das Gouverneursamt von Erzurum und im Juli 1993 in die Generaldirektion der Polizei berufen.
Ağar wurde bei den Parlamentswahlen 1995 als Abgeordneter der Partei des Rechten Weges (DYP) für die Provinz Elazığ in das Parlament gewählt.
Während der 53. Regierungsperiode war Ağar Justizminister, während der 54. Regierungsperiode war er Innenminister. Am 8. November 1996 trat Ağar von seinem Amt zurück, da er die Reise des damaligen Ministerpräsidenten Necmettin Erbakan nach Libyen nicht unterstützte.
Bei den Parlamentswahlen 1999 wurde Mehmet Ağar als unabhängiger Kandidat der Provinz Elazığ ins Parlament gewählt. Die Anzahl erhaltener Stimmen stellte einen Rekord dar, da es die höchste Anzahl jemals erhaltener Stimmen an einen unabhängigen Kandidaten in der Türkei war. Auf dem 7. Kongress der Partei des Rechten Weges zwischen dem 14. und 15. Dezember 2002 wurde er mit absoluter Mehrheit im ersten Anlauf zum Parteivorsitzenden gewählt. 2005 wurde er als Parteivorsitzender wiedergewählt.
Mehmet Ağar gab während der Stimmenauszählung (22. Juli 2007) bekannt, dass er von seinem Posten als Parteichef zurücktritt.
Im Jahr 2011 wurde er zu einer Haftstrafe für seine Involvierung in den Susurluk-Skandal verurteilt. 2013 wurde er frühzeitig auf Bewährung aus der Haft entlassen.
2018 gab Erdoğan Ağar den lukrativen Managerposten für die „Yalıkavak Marina“ bei Bodrum nachdem er den vorigen Eigentümer, Mübariz Mansimov, einen türkisch-aserbaidschanischen Oligarchen hatte verhaften lassen.

## Familiäres
Ağar heiratete 1974 Emel Ağar, aus dieser Ehe gingen zwei Kinder hervor: Tolga Ağar (1975) und Yasemin Ağar (1977). Die Tochter starb am 29. Januar 1997.